# Sicyonia formosa
Sicyonia formosa är en kräftdjursart som beskrevs av Chan och Yu 1985. Sicyonia formosa ingår i släktet Sicyonia och familjen Sicyoniidae. Inga underarter finns listade i Catalogue of Life.